# Sara Giauro
Sara Giauro (Livorno, 25 ottobre 1979) è un'ex cestista italiana.
È la sorella maggiore della cestista Eva Giauro.

## Carriera
Sara Giauro esordisce in Prima Squadra nel 2003 con Basket Spezia Club dove resta per una stagione; nel 2004 si trasferisce al Napoli Basket Vomero dove rimane sino al 2009, anno in cui passa al Cras Taranto dove gioca attualmente. Sara Giauro era il centro del Napoli, squadra con cui ha vinto un'EuroCoppa nel 2005 (è stata anche eletta la miglior giocatrice della Final Four giocata proprio a Napoli) ed uno scudetto nella stagione 2006-07.
In precedenza, aveva già vinto una Coppa Ronchetti con la maglia della Famila Schio. Con la nazionale italiana ha partecipato ai campionati europei del 1999 arrivando all'11º posto.

## Statistiche

### Cronologia presenze e punti in Nazionale
| Cronologia completa delle presenze e dei punti in Nazionale - Italia | Cronologia completa delle presenze e dei punti in Nazionale - Italia | Cronologia completa delle presenze e dei punti in Nazionale - Italia | Cronologia completa delle presenze e dei punti in Nazionale - Italia | Cronologia completa delle presenze e dei punti in Nazionale - Italia | Cronologia completa delle presenze e dei punti in Nazionale - Italia | Cronologia completa delle presenze e dei punti in Nazionale - Italia | Cronologia completa delle presenze e dei punti in Nazionale - Italia |
| Data                                                                 | Città                                                                | In casa                                                              | Risultato                                                            | Ospiti                                                               | Competizione                                                         | Punti                                                                | Note                                                                 |
| -------------------------------------------------------------------- | -------------------------------------------------------------------- | -------------------------------------------------------------------- | -------------------------------------------------------------------- | -------------------------------------------------------------------- | -------------------------------------------------------------------- | -------------------------------------------------------------------- | -------------------------------------------------------------------- |
| 24/07/2008                                                           | Bormio                                                               | Italia                                                               | 63 - 60                                                              | Grecia                                                               | Torneo amichevole                                                    | 0                                                                    | [ 2 ]                                                                |
| 25/07/2008                                                           | Bormio                                                               | Italia                                                               | 66 - 58                                                              | Lituania                                                             | Torneo amichevole                                                    | 2                                                                    | [ 3 ]                                                                |
| 26/07/2008                                                           | Bormio                                                               | Italia                                                               | 66 - 69                                                              | Belgio                                                               | Torneo amichevole                                                    | 1                                                                    | [ 4 ]                                                                |
| 07/01/2009                                                           | Liegi                                                                | Belgio                                                               | 69 - 81                                                              | Italia                                                               | Qual. Euro 2009 - Additional Round                                   | 0                                                                    | [ 5 ]                                                                |
| 16/01/2009                                                           | Priolo Gargallo                                                      | Italia                                                               | 75 - 64                                                              | Belgio                                                               | Qual. Euro 2009 - Additional Round                                   | 0                                                                    | [ 6 ]                                                                |
| 19/01/2009                                                           | Cirquenizza                                                          | Croazia                                                              | 75 - 64                                                              | Italia                                                               | Qual. Euro 2009 - Additional Round                                   | 4                                                                    | [ 7 ]                                                                |
| Totale                                                               |                                                                      | Presenze                                                             | 6                                                                    |                                                                      | Punti                                                                | 7                                                                    |                                                                      |

## Palmarès
- Campionato italiano: 2
Taranto Cras Basket: 2009-10; 2011-12
- Coppa Italia: 1
Taranto Cras Basket: 2011-12
- Supercoppa italiana: 2
Taranto Cras Basket: 2009, 2010